# Флу, Ярл
Ярл Флу (норв. Jarle Flo; 23 апреля 1970, Стрюн, Норвегия) — норвежский футболист, центральный защитник.

## Карьера
В течение карьеры сыграл за два норвежских клуба «Стрюн» и «Согндал». В первом своём сезоне за «Согндал» помог команде выйти в Типпелигу. Вынужден был завершить карьеру в 28 лет из-за серьёзных проблем со здоровьем. Одновременно работал учителем, и по сей день трудится в школе Согндала.

## Семья
Ярл родом из футбольной семьи. Профессиональными футболистами являются его родные братья Челль, Йостейн, Туре Андре, двоюродный брат Ховард и племянник Ульрик. Сын Ярла Матиас (род. 1996) стал центральным нападающим, играет за клуб «Фьёра».